# Okręg wyborczy Combined English Universities
Okręg wyborczy Combined English Universities powstał w 1918 r. i wysyłał do brytyjskiej Izby Gmin dwóch deputowanych. Okręg nie posiadał określonych granic, prawo głosu mieli w nim absolwenci angielskich uniwersytetów, z wyjątkiem Cambridge, Oksfordu i Londynu, gdyż te uniwersytety posiadały własne okręgi wyborcze. Okręg Combined English Universities został zlikwidowany w 1950 r.

## Deputowani do brytyjskiej Izby Gmin z okręgu Combined English Universities
- 1918–1926: Herbert Fisher, Partia Liberalna
- 1918–1931: Martin Conway, Partia Konserwatywna
- 1926–1929: Alfred Hopkinson, Partia Konserwatywna
- 1929–1946: Eleanor Rathbone, niezależny
- 1931–1937: Reginald Craddock, Partia Konserwatywna
- 1937–1945: Thomas Edmund Harvey, niezależny
- 1945–1950: Kenneth Lindsay, niezależny
- 1946–1950: Henry Strauss, Partia Konserwatywna